# Iglesia de Santa María (Algerri)

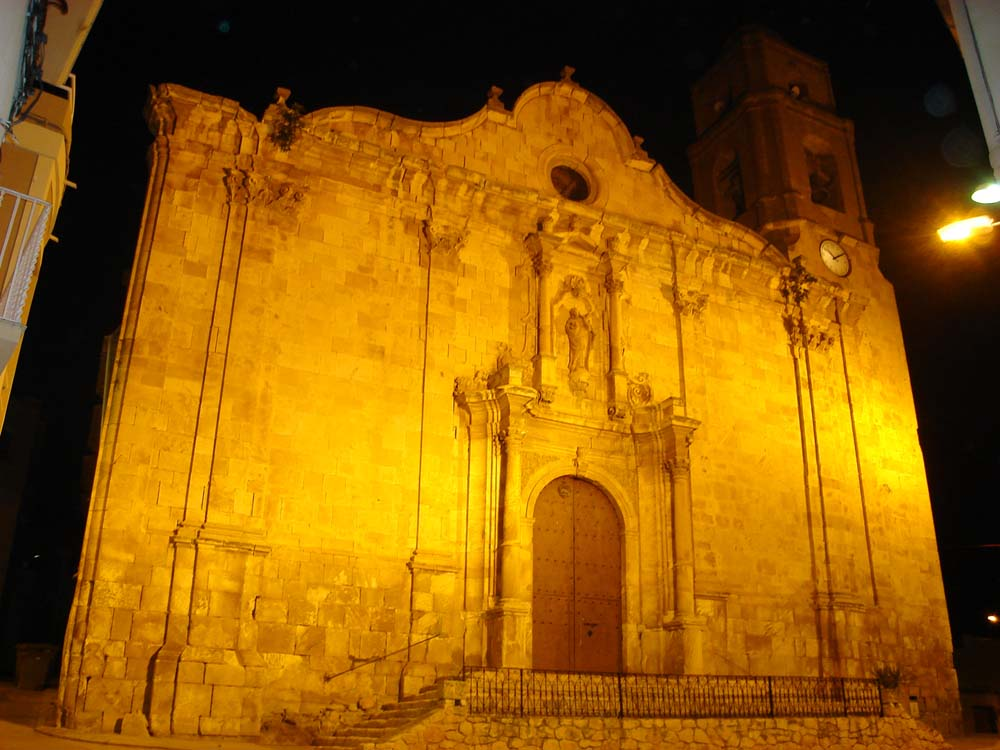
Iluminación Nocturna

Santa Maria de Algerri es una iglesia barroca de Algerri (Provincia de Lérida, España) protegida como Bien Cultural de Interés Local.

## Descripción
La iglesia parroquial de la Purificación de Santa María, fue construida en 1773 en el mismo sitio que ocupaba la antigua iglesia. Es de tres naves, cubiertas con arcos arestes, y sobre el crucero hay una cúpula, destacan en los cuatro laterales las imágenes de los Cuatro Evangelistas. Tiene una de les fachadas barrocas más grandes de Cataluña, y es una de las más bellas de la provincia de Lérida de este estilo, destacan el coronamiento ondulado y cuatro grandes pilares, de orden compuesto, que enmarcan la puerta.
El 7 de diciembre de 1772 se firmó el convenio entre los representantes de la parroquia de Algerri:
Blas Martínez, rector y Josep Fontova, preveré y los payeses Josep Folguera, Josep Borràs Gener y Josep Ferrer, de una parte; y el maestro de obras Remigio Burria de otra, para la construcción de la nueva Iglesia parroquial de la villa de Algerri.
En las cláusulas se detalla cómo se ejecutará cada elemento de la construcción, que se desarrolla en un plano y un perfil del que ya se disponía previamente en las cláusulas de la sociedad formada por Remigio Burria, maestro de casas de la ciudad de Lérida, que había contratado la construcción de la nueva Iglesia Parroquial de Algerri, y los maestros de casas: Joan Sala de Algerri, Andréu Padrerol de Barcelona, y Hilarión Torres de Lérida
La villa da el edificio del Comú “Ayuntamiento” para poder construir la nueva Iglesia Parroquial y en contrapartida la parroquia se compromete a construir una nueva casa del Comú “Ayuntamiento" en lugar nombrado como la “Plaça dels Bous” (Plaza de los Bueyes)
Con las características que se establecen prometen, a dichos regidores y síndico, que luego y sin demora alguna hagan fabricar para Comú una casa en la misma villa.
Y los reverendos Blasi Martínez y Joseph Fontova, preveré, Joseph Folguera y Joseph Borràs  administradores y comisionados síndicos, acepten la concesión y transportación de la expresada casa.
- Datos: Q74236453
- Multimedia: Santa Maria d'Algerri / Q74236453